# نفیسه ریاحی
نفیسه ریاحی (۱۳۲۲-۱۳۷۹) هنرمند نقاش و مجسمه‌ساز و انیماتور ایرانی بود.
او فرزند تقی ریاحی بود و در سوئد به دنیا آمد و تحصیلات خود را در انگلیس و سوئیس انجام داد.
پس از بازگشت به ایران با کانون پرورش فکری کودکان و نوجوانان و تلویزیون ملی ایران همکاری داشت. در طی سال‌های همکاری با کانون کتاب‌های متعددی را برای کودکان تصویرگری کرد و چند فیلم انیمیشن ساخت. تصویرگری او در کتاب پول و اقتصاد (نوشته داریوش آشوری٬ از انتشارات کانون پرورش فکری کودکان و نوجوانان) در سال ۱۳۴۹ برنده دیپلم افتخار یونسکو شد.

## برخی از آثار

### تصویرگری
- پول و اقتصاد
- هفت خوان رستم
- در بهار خرگوش سفید را یافتم

### انیمشن
- رنگین کمان
- مداد بنفش
- از طهران تا تهران